# Ebenholts

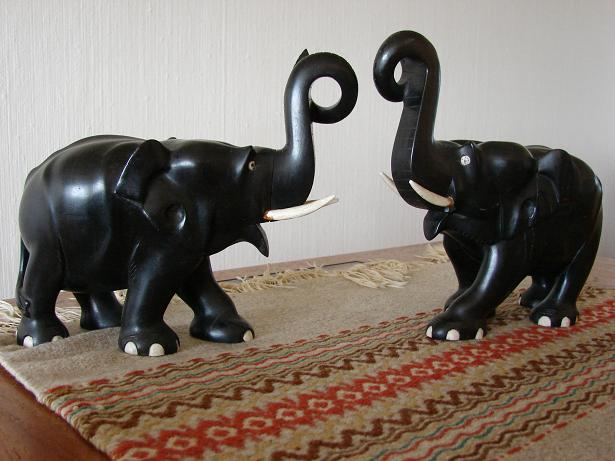
Elefanter gjorda av ebenholts.

Hakstål med skaft av ebenholts, 1650-1675.

Ebenholts är en samlingsbenämning för träslag i släktet Diospyros och ibland även andra träslag av liknande karaktär, som Brya ebenus.
Ebenholts är ett mycket hårt, men sprött, svart trä, som ofta används i dekorativt syfte, men dess hårdhet utnyttjas också exempelvis i detaljer till musikinstrument. De svarta tangenterna på pianon tillverkades förr ofta av ebenholts, liksom detaljer på moderna stråkinstrument fortfarande gör.
Tidigare har ebenholts även använts som vattensmorda lager för exempelvis propelleraxlar. Ebenholts växer i tropiska områden.
Träslaget finns även i andra färger såsom  vit, grön, röd och  brokig beroende på var och på vilken kontinent det vuxit.